# American Hockey League 1963-1964
La stagione 1963-1964 è stata la 28ª edizione della American Hockey League, la più importante lega minore nordamericana di hockey su ghiaccio. Il calendario della stagione regolare fu composto da 72 partite. La stagione vide al via nove formazioni e al termine dei playoff i Cleveland Barons conquistarono la loro nona Calder Cup sconfiggendo i Quebec Aces 4-0.

## Stagione regolare

### Classifiche
East Division
|  | Pos. | Squadra             | Pt | G  | V  | S  | N | GF  | GS  | DR  |
|  | ---- | ------------------- | -- | -- | -- | -- | - | --- | --- | --- |
|  | 1.   | Quebec Aces         | 83 | 72 | 41 | 30 | 1 | 258 | 225 | +33 |
|  | 2.   | Hershey Bears       | 77 | 72 | 36 | 31 | 5 | 236 | 249 | -13 |
|  | 3.   | Providence Reds     | 69 | 72 | 32 | 35 | 5 | 248 | 239 | +9  |
|  | 4.   | Baltimore Clippers  | 67 | 72 | 32 | 37 | 3 | 200 | 220 | -20 |
|  | 5.   | Springfield Indians | 51 | 72 | 23 | 77 | 5 | 238 | 292 | -54 |

West Division
|  | Pos. | Squadra             | Pt | G  | V  | S  | N | GF  | GS  | DR  |
|  | ---- | ------------------- | -- | -- | -- | -- | - | --- | --- | --- |
|  | 1.   | Pittsburgh Hornets  | 83 | 72 | 40 | 29 | 3 | 242 | 196 | +46 |
|  | 2.   | Rochester Americans | 82 | 72 | 40 | 30 | 2 | 256 | 223 | +33 |
|  | 3.   | Cleveland Barons    | 79 | 72 | 37 | 30 | 5 | 239 | 207 | +32 |
|  | 4.   | Buffalo Bisons      | 57 | 72 | 25 | 40 | 7 | 194 | 260 | -66 |

Legenda:

      Ammesse ai Playoff
Note:

Due punti a vittoria, un punto a pareggio, zero a sconfitta.

### Statistiche
Classifica marcatori
| Giocatore       | Squadra             | PG | Gol | Assist | Punti |
| --------------- | ------------------- | -- | --- | ------ | ----- |
| Gerry Ehman     | Rochester Americans | 66 | 36  | 49     | 85    |
| Bronco Horvath  | Rochester Americans | 70 | 25  | 59     | 84    |
| Brian Kilrea    | Springfield Indians | 72 | 22  | 61     | 83    |
| Willie Marshall | Providence Reds     | 72 | 33  | 50     | 83    |
| Cleland Mortson | Quebec Aces         | 71 | 28  | 55     | 83    |
| Art Stratton    | Pittsburgh Hornets  | 66 | 17  | 65     | 82    |
| Wayne Hicks     | Quebec Aces         | 70 | 36  | 42     | 78    |
| Fred Glover     | Cleveland Barons    | 69 | 26  | 50     | 76    |
| Bill Sweeney    | Springfield Indians | 72 | 25  | 48     | 73    |
| Len Lunde       | Buffalo Bisons      | 72 | 30  | 43     | 73    |
|                 |                     |    |     |        |       |

Classifica portieri
| Giocatore        | Squadra             | PG | MGS  |  |
| ---------------- | ------------------- | -- | ---- |  |
| Roger Crozier    | Pittsburgh Hornets  | 44 | 2.34 |  |
| Gump Worsley     | Quebec Aces         | 47 | 2.72 |  |
| Les Binkley      | Cleveland Barons    | 65 | 2.77 |  |
| Gerry Cheevers   | Rochester Americans | 66 | 2.84 |  |
| Gilles Villemure | Baltimore Clippers  | 66 | 2.91 |  |
|                  |                     |    |      |  |

## Playoff
|  | Primo turno | Primo turno         | Primo turno      |                    |               | Semifinali    | Semifinali  | Semifinali |  |  | Calder Cup | Calder Cup | Calder Cup |  |
|  |             |                     |                  |                    |               |               |             |            |  |  |            |            |            |  |
|  |             |                     |                  |                    |               | E1            | Quebec Aces | 4          |  |  |            |            |            |  |
|  |             |                     |                  |                    |               | E1            | Quebec Aces | 4          |  |  |            |            |            |  |
|  |             |                     | W1               | Pittsburgh Hornets | 1             |               |             |            |  |  |            |            |            |  |
|  |             |                     |                  | Pittsburgh Hornets | 1             |               |             |            |  |  |            |            |            |  |
|  |             |                     |                  |                    |               |               |             |            |  |  |            |            |            |  |
|  |             |                     |                  |                    |               |               |             |            |  |  |            |            |            |  |
|  |             | Quebec Aces         | Quebec Aces      | 0                  |               |               |             |            |  |  |            |            |            |  |
|  |             |                     |                  |                    |               |               |             |            |  |  |            |            |            |  |
|  |             |                     | Cleveland Barons | Cleveland Barons   | 4             |               |             |            |  |  |            |            |            |  |
|  | E2          | Hershey Bears       | Cleveland Barons | Cleveland Barons   | 4             | 2             |             |            |  |  |            |            |            |  |
|  | E2          | Hershey Bears       |                  |                    |               |               |             |            |  |  |            |            |            |  |
|  | E3          | Providence Reds     | 1                |                    |               |               |             |            |  |  |            |            |            |  |
|  | E3          | Providence Reds     | 1                |                    | Hershey Bears | Hershey Bears | 0           |            |  |  |            |            |            |  |
|  |             |                     |                  |                    | Hershey Bears | Hershey Bears | 0           |            |  |  |            |            |            |  |
|  |             |                     | Cleveland Barons | Cleveland Barons   | 3             |               |             |            |  |  |            |            |            |  |
|  | W2          | Rochester Americans | Cleveland Barons | Cleveland Barons   | 3             | 0             |             |            |  |  |            |            |            |  |
|  | W2          | Rochester Americans |                  |                    |               |               |             |            |  |  |            |            |            |  |
|  | W3          | Cleveland Barons    | 2                |                    |               |               |             |            |  |  |            |            |            |  |

## Premi AHL
- Calder Cup: Cleveland Barons
- F. G. "Teddy" Oke Trophy: Quebec Aces
- John D. Chick Trophy: Pittsburgh Hornets
- Dudley "Red" Garrett Memorial Award: Roger Crozier (Pittsburgh Hornets)
- Eddie Shore Award: Ted Harris (Cleveland Barons)
- Harry "Hap" Holmes Memorial Award: Roger Crozier (Pittsburgh Hornets)
- John B. Sollenberger Trophy: Gerry Ehman (Rochester Americans)
- Les Cunningham Award: Fred Glover (Cleveland Barons)

### Vincitori
| Cleveland Barons | Portiere: Jean-Guy Morissette Difensori: Ted Harris, Jim Holdaway, Dick Mattiussi, Jim Mikol, Larry Zeidel Attaccanti: Ron Attwell, Ray Brunel, Bob Ellett, Fred Glover, Cecil Hoekstra, Ray Kinasewich, Bill Needham, Len Ronson, Guy Rousseau, Joe Szura Allenatore: Fred Glover |

### AHL All-Star Team
First All-Star Team
- Attaccanti: Yves Locas • Art Stratton • Gerry Ehman
- Difensori: Ted Harris • Al Arbour
- Portiere: Gump Worsley

Second All-Star Team
- Attaccanti: Jim Anderson • Bronco Horvath • Fred Glover
- Difensori: Doug Harvey • Jim Morrison
- Portiere: Les Binkley e Roger Crozier